# Strobocalyx
Strobocalyx es un género de plantas fanerógamas perteneciente a la familia de las asteráceas. Comprende 9 especies aceptadas.

## Taxonomía
El género fue descrito por (Blume ex DC.) Spach y publicado en Histoire Naturelle des Végétaux. Phanérogames 10: 39. 1841.

## Especies aceptadas
A continuación se brinda un listado de las especies del género Strobocalyx aceptadas hasta septiembre de 2012, ordenadas alfabéticamente. Para cada una se indica el nombre binomial seguido del autor, abreviado según las convenciones y usos.
- Strobocalyx arborea Sch.Bip.
- Strobocalyx bockiana (Diels) H.Rob., S.C.Keeley, Skvarla & R.Chan
- Strobocalyx chunii (Chang.) H.Rob., S.C.Keeley, Skvarla & R.Chan
- Strobocalyx glandulosa (DC.) Sch.Bip.
- Strobocalyx insularum Sch.Bip.
- Strobocalyx pyrrhopappa Sch.Bip.
- Strobocalyx solanifolia (Benth.) Sch.Bip.
- Strobocalyx sylvatica (Dunn.) H.Rob., S.C.Keeley, Skvarla & R.Chan
- Strobocalyx vidalii (Merr.)